# أميرة النيل (فلم)
أميرة النيل (بالإنجليزية: Princess of the Nile) هو فيلم مغامرات أمريكي صدر عام 1954 من إخراج هارمون جونز وبطولة ديبرا باجيت وجيفري هانتر ومايكل ريني. تم تصويره بالألوان وتوزيعه بواسطة إستوديوات القرن العشرين. تم تصوره في الأصل كفيلم أكثر فخامة، وانتهى به الأمر كفيلم روائي طويل ثانٍ.

## روابط خارجية
- Princess of the Nile  في قاعدة بيانات الأفلام على الإنترنت (بالإنجليزية)
- Princess of the Nile على فهرس معهد الفيلم الأمريكي
- Princess of the Nile في قاعدة بيانات تيرنر كلاسيك موفيز للأفلام.